# Малосолов, Андрей Владимирович
Андрей Владимирович Малосолов (4 января 1973, Москва, СССР — 1 мая 2023, Москва) — российский журналист, общественный деятель и спортивный функционер.

## Биография
Родился в Москве в семье правозащитника Бориса Пустынцева.
В 1987 году влился в субкультуру футбольных болельщиков, став активным фанатом ЦСКА. Своё прозвище Батумский Андрей получил, по собственному свидетельству, когда по пути на выездной матч ЦСКА в Батуми был ссажен с поезда проводниками. В 1990 году основал «Русский Фан-Вестник».
В разное время был спортивным и политическим обозревателем газет «Версия», «Комсомольская правда», «Российская газета», интернет-портала onedivision.ru.
В течение 10 лет являлся сотрудником РИА Новости, где в том числе работал военкором во время 1-й Чеченской Кампании и конфликта в Югославии. Освещал происходившие на территории России военные конфликты, теракты, беспорядки, протестные выступления.
С 1998 по 2005 год работал в правительственном пуле, освещая деятельность Правительства РФ. Освещал деятельность кабинетов министров Сергея Кириенко, Евгения Примакова, Сергея Степашина, Владимира Путина, Михаила Касьянова, Михаила Фрадкова. Также работал в пуле министра обороны РФ Сергея Иванова.
С 2005 по 2010 год возглавлял пресс-службу Российского футбольного союза. В 2007 году совместно с Александром Шпрыгиным создал Всероссийское объединение болельщиков — первое общероссийское объединение болельщиков. В 2010 году занимал пост директора по PR и маркетингу в ФК «Жемчужина» (Сочи).
В феврале 2012 года назначен на должность заместителя руководителя управления по спецпроектам автономной некоммерческой организации под эгидой ОКР «Спорт высших достижений» («Команда России»). Преподавал спортивный маркетинг и менеджмент в ГУУ и МФПА. Радиоведущий. Автор передач «Час РФС» и «Жемчужина-Сочи» на «РадиоСпорт FM».
Позже Малосолов стал блогером, вёл большое количество проектов в интернете, активно участвовал в обсуждении законодательных инициатив связанных с болельщиками и безопасностью спортивных мероприятий, преподавал спортивный маркетинг в МФПУ Синергия. С августа 2012 года являлся руководителем и ведущим программы ФанZона на TVJam, рассказывающей о субкультуре болельщиков.
В 2013 году назначен пресс-секретарем Оргкомитета ОФЛ.
В 2014 стал пресс-атташе Объединённого суперкубка 2014, который прошёл в Израиле.
Скоропостижно скончался 1 мая 2023 года на 51-м году жизни. Причиной смерти стал оторвавшийся тромб.

## Фанатская деятельность
Был футбольным болельщиком ЦСКА, известным под прозвищем «Батумский». По мнению самого Андрея, прозвище ему досталось после того, как во время пути на выездной матч ЦСКА в Батуми его ссадили с поезда проводники.

## Расовый скандал
В июне 2019 года, во время матча «Спартак»—«ЦСКА» в Австрии, Андрей Малосолов опубликовал сообщение на своей странице в Twitter, в котором употребил в отношении форварда красно-белых Луиза Адриано слово «обезьяна». Через некоторое время он удалил пост, однако представители «Спартака» подали заявление в прокуратуру, считая что журналист совершил публичные действия, направленные на унижение достоинства человека по признакам расы (статья 20.3.1 Административного кодекса РФ — возбуждение ненависти либо вражды, а равно унижение человеческого достоинства). 27 сентября Перовский районный суд признал Малосолова виновным в административном правонарушении и назначил ему наказание в виде штрафа в размере 20 тысяч рублей. Тот с вердиктом не согласился и подал апелляцию. 24 октября 2019 года Мосгорсуд отклонил апелляционную жалобу Малосолова и оставил решение суда первой инстанции в силе.